# Scandentia

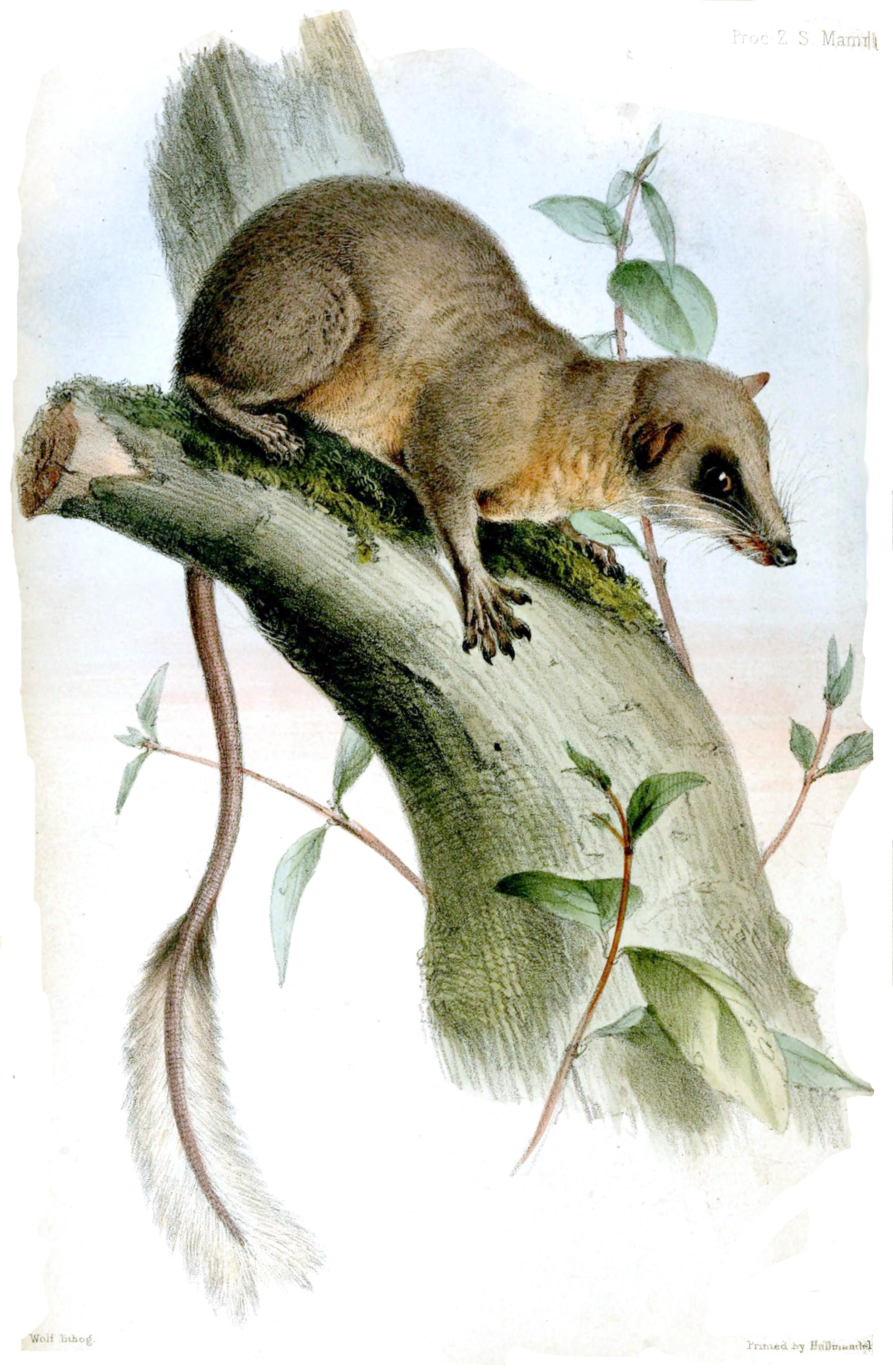
Ptilocercus lowii

Os escandentes ou escandêncios (Scandentia, do latim scandens, "aquele que escala, trepa, sobe") são uma ordem de mamíferos placentários com uma ou duas  famílias (a depender do autor), Tupaiidae e Ptilocercidae, e 18 espécies distribuídas por 6 géneros. Os tupaias ou musaranhos-arborícolas são animais de pequenas dimensões, semelhantes a esquilos, nativos das florestas do Sudeste asiático.
A classificação destes animais tem variado à medida que aumenta o conhecimento: inicialmente foram incluídos na ordem Insectivora, depois classificados como Primatas até que foram considerados como ordem à parte. Fazem parte do clado conhecido como Euarchonta.
É o mamífero com o maior cérebro em relação ao corpo.

## Classificação
Ordem Scandentia Wagner, 1855
- Família Tupaiidae Gray, 1825
  -     - Gênero †Eodendrogale Tong, 1988
      - †Eodendrogale parvum Tong, 1988 - Eoceno, Henan, China

    - Gênero †Prodendrogale Qiu, 1986
      - †Prodendrogale yunnanica Qiu, 1986 - China

    - Gênero Anathana Lyon, 1913
      - Anathana ellioti (Waterhouse, 1850)

    - Gênero Dendrogale Gray, 1848
      - Dendrogale melanura (Thomas, 1892)
      - Dendrogale murina (Schlegel e Müller, 1893)

    - Gênero Tupaia Raffles, 1821
      - †Tupaia miocenica Mein e Ginsburg, 1997 - Mioceno Inferior, Li Mae Long, Tailândia
      - †Tupaia (Palaeotupaia) sivalensis - Mioceno, Índia
      - Tupaia belangeri (Wagner, 1841)
      - Tupaia chrysogaster Miller, 1903
      - Tupaia dorsalis Schlegel, 1857
      - Tupaia glis (Diard, 1820)
      - Tupaia gracilis Thomas, 1893
      - Tupaia javanica Horsfield, 1822
      - Tupaia longipes (Thomas, 1893)
      - Tupaia minor Günther, 1876
      - Tupaia moellendorffi Matschie, 1898
      - Tupaia montana (Thomas, 1892)
      - Tupaia nicobarica (Zelebor, 1869)
      - Tupaia palawanensis Thomas, 1894
      - Tupaia picta Thomas, 1892
      - Tupaia splendidula Gray, 1865
      - Tupaia tana Raffles, 1821

    - Gênero Urogale Mearns, 1905
      - Urogale everetti (Thomas, 1892)
- Família Ptilocercidae Lyon, 1913
  -     - Gênero Ptilocercus Gray, 1848
      - Ptilocercus lowii Gray, 1848